# Edgar Bateman
Edgar Bateman Jr. (* 1929 in St. Louis, Missouri; † 18. Mai 2010 in Philadelphia) war ein US-amerikanischer Jazz-Schlagzeuger.
Bateman wuchs in einem musikalischen Umfeld in St. Louis auf; seine Tante spielte Klavier, deren Mann war Jazztrompeter. Seine Schwester, die in einem Trommel-Korps spielte, brachte ihn zum Schlagzeugspiel und gab ihm ersten Unterricht. Er begann als Jugendlicher, in Paraden zu spielen und gehörte in St. Louis einer Highschoolband an; ein Schulfreund war Oliver Nelson. Zu seinen frühen Einflüssen zählt der Swingdrummer Gene Krupa, später orientierte er sich an Schlagzeugern wie Max Roach und Art Blakey. Unterricht in Schlagzeugspiel und Komposition hatte er dann bei Bernie Morgan. Anfang der 1960er Jahre spielte er in der Band von Ken McIntyre und wirkte bei dessen Sessions für United Artists mit, ferner arbeitete er bei Walt Dickerson, Eric Dolphy, John Handy und der Band von Charles Tolliver mit Booker Ervin. In dem von W. Eugene Smith dokumentierten Jazz Loft Project war er an Sessions mit Roland Kirk, Jay Cameron, Paul Bley und Roland Alexander um 1964 beteiligt. Später spielte er vor allem in der Jazzszene von Philadelphia und wirkte bei Aufnahmen von Bobby Zankel (Many in Body, One in Mind), Walt Dickerson (Serendipity, 1976) und Orrin Evans (Blessed Ones, 2001) mit. Noch 2005 trat er mit Michael Marcus im New Yorker Cornelia Street Cafe auf.

## Diskographische Hinweise
- Walt Dickerson – A Sense of Direction (New Jazz-OJC, 1961)
- John Handy – Jazz (Roulette, 1962)
- Eric Dolphy – Live at Gaslight Inn (Ingo, 1962)
- Ken McIntyre – Way, Way Out (United Artists, 1963)
- Walt Dickerson – Unity (Audio Fidelity-Chiaroscuro, 1964)